# Победнице европских првенстава у атлетици у дворани — скок мотком
Освајачице медаља на европским првенствима у атлетици у дворани у дисциплини скок мотком, која је у програму од 28. Европског првенства у дворани одржаном 1996. у Стокхолму, приказане су у следећој табели. Постигнути резултати су приказани у метрима.
Најуспешнија атлетичарка, после 14 европских првенстава, је Анжелика Сидорова из Русије са две освојене златне медаље и једном бронзаном. Своју другу златну медаљу, Сидорова је освојила као неутрална такмичарка. Од земаља, најуспешнија је Русија са укупно 9 медаља, од чега 6 златних, једна сребрна и две бронзане.
Рекорд европских првенстава у скоку мотком у дворани држи Јелена Исинбајева из Русије са 4,90 метара које је прескочила на Европском првенству у дворани 2005. у Мадриду.

## Освајачице медаља на европским првенствима у дворани
| ЕП                    |                                      | Резултат     |                                     | Резултат |                                     | Резултат |
| Стокхолм 1996 детаљи  | Вала Флосадотир · Исланд             | 4,16 РЕП     | Кристине Адамс · Немачка            | 4,05     | Габријела Михалчеа · Румунија       | 4,05     |
| Валенсија 1998 детаљи | Анжела Балахонова · Украјина         | 4,45 РЕП     | Данијела Бартова · Чешка            | 4,40     | Вала Флосадотир · Исланд            | 4,40     |
| Гент 2000 детаљи      | Павла Хамачкова · Чешка              | 4,40         | Кристине Адамс · Немачка            | 4,35     | Јелена Бељакова · Русија            | 4,35     |
| Беч 2002 детаљи       | Светлана Феофанова · Русија          | 4,75 СР, РЕП | Ивоне Бушман · Немачка              | 4,65     | Моника Пирек · Пољска               | 4,60     |
| Мадрид 2005 детаљи    | Јелена Исинбајева · Русија           | 4,90 СР, РЕП | Ана Роговска · Пољска               | 4,75     | Моника Пирек · Пољска               | 4,70     |
| Бирмингем 2007 детаљи | Светлана Феофанова · Русија          | 4,76         | Јулија Голубчикова · Русија         | 4,71     | Ана Роговска · Пољска               | 4,66     |
| Торино 2009 детаљи    | Јулија Голубчикова · Русија          | 4,75         | Зилке Шпигелбург · Немачка          | 4,75     | Ана Батке · Немачка                 | 4,65     |
| Париз 2011 детаљи     | Ана Роговска · Пољска                | 4,85         | Зилке Шпигелбург · Немачка          | 4,75     | Кристине Гадџиејев · Немачка        | 4,65     |
| Гетеборг 2013 детаљи  | Холи Блездејл · Уједињено Краљевство | 4,67         | Ана Роговска · Пољска               | 4,67     | Анжелика Сидорова · Русија          | 4,62     |
| Праг 2015 детаљи      | Анжелика Сидорова · Русија           | 4,80         | Катерина Стефаниди · Грчка          | 4,75     | Анџелика Бенгтсон · Шведска         | 4,70     |
| Београд 2017 детаљи   | Катерина Стефаниди · Грчка           | 4,85         | Лиза Рижих · Немачка                | 4,75     | Анџелика Бенгтсон · Шведска         | 4,55     |
| Глазгов 2019 детаљи   | Анжелика Сидорова · АНА              | 4,85         | Холи Бредшоу · Уједињено Краљевство | 4,75     | Николета Киријакопулу · Грчка       | 4,65     |
| Торуњ 2021 детаљи     | Анџелика Мозер · Швајцарска          | 4,75         | Тина Шутеј · Словенија              | 4,70     | Холи Бредшоу · Уједињено Краљевство | 4,65     |
| Истанбул 2023 детаљи  | Вилма Мурто · Финска                 | 4,80         | Тина Шутеј · Словенија              | 4,75     | Амели Швабикова · Чешка             | 4,70     |
| Апелдорн 2025 детаљи  | Анџелика Мозер · Швајцарска          | 4,80         | Тина Шутеј · Словенија              | 4,75     | Мари-Жули Бонин · Француска         | 4,70     |
| Валенсија 2027        |                                      |              |                                     |          |                                     |          |

## Биланс медаља
| Ранг | Држава               |    |    |    |    |
| ---- | -------------------- | -- | -- | -- | -- |
| 1.   | Русија               | 6  | 1  | 2  | 9  |
| 2.   | Швајцарска           | 2  | 0  | 0  | 2  |
| 3.   | Пољска               | 1  | 2  | 3  | 6  |
| 3.   | Чешка                | 1  | 1  | 1  | 3  |
| 3.   | Грчка                | 1  | 1  | 1  | 3  |
| 3.   | Уједињено Краљевство | 1  | 1  | 1  | 3  |
| 6.   | Исланд               | 1  | 0  | 1  | 2  |
| 7.   | Украјина             | 1  | 0  | 0  | 1  |
| 7.   | Финска               | 1  | 0  | 0  | 1  |
| 10.  | Немачка              | 0  | 6  | 2  | 8  |
| 11.  | Словенија            | 0  | 3  | 0  | 3  |
| 12.  | Шведска              | 0  | 0  | 2  | 2  |
| 13.  | Румунија             | 0  | 0  | 1  | 1  |
| 13.  | Француска            | 0  | 0  | 1  | 1  |
|      | Укупно (14)          | 15 | 15 | 15 | 45 |

| Ранг | Атлетичар             | Држава               |   |   |   |   |
| ---- | --------------------- | -------------------- | - | - | - | - |
| 1.   | Анжелика Сидорова     | Русија · АНА         | 2 | 0 | 1 | 3 |
| 2.   | Светлана Феофанова    | Русија               | 2 | 0 | 0 | 2 |
| 2.   | Анџелика Мозер        | Швајцарска           | 2 | 0 | 0 | 2 |
| 4.   | Ана Роговска          | Пољска               | 1 | 2 | 1 | 4 |
| 5.   | Холи Блездејл-Бредшоу | Уједињено Краљевство | 1 | 1 | 1 | 3 |
| 6.   | Јулија Голубчикова    | Русија               | 1 | 1 | 0 | 2 |
| 6.   | Катерина Стефаниди    | Грчка                | 1 | 1 | 0 | 2 |
| 8.   | Вала Флосадотир       | Исланд               | 1 | 0 | 1 | 2 |
| 9.   | Кристине Адамс        | Немачка              | 0 | 2 | 0 | 2 |
| 9.   | Зилке Шпигелбург      | Немачка              | 0 | 2 | 0 | 2 |
| 9.   | Тина Шутеј            | Словенија            | 0 | 2 | 0 | 2 |
| 12.  | Моника Пирек          | Пољска               | 0 | 0 | 2 | 2 |
| 12.  | Анџелика Бенгтсон     | Шведска              | 0 | 0 | 2 | 2 |